# 金鑚神社古墳
金鑚神社古墳（かなさなじんじゃこふん）は、埼玉県本庄市にある古墳である。

## 概要
生野山丘陵の支丘上に築造された。古墳の北側には県道蛭川・普済寺線が通り、墳丘裾の一部が削られ、工事中に埴輪が出土した。また1928年(昭和3年)に墳丘南側が削平され金鑚神社社殿が移築された。この工事の際、主体部が発掘され、石室石材が拝殿前の参道や社殿改修記念碑に用いられている。また勾玉と剣が出土したと伝えられているが、それらの遺物は現存しない。
1984年(昭和59年)に発掘調査が行われ、外径99.6メートルの周溝が巡ること、墳丘は２段築成で下段は地山をけずりだして整形されていること、葺石が施されていることが確認され、墳丘から石製刀子が出土し、墳丘テラス部で円筒埴輪列、墳頂で朝顔形埴輪列が検出された。埴輪には野焼きで製作されたことを示す黒斑がみられ、また中には「格子タタキ技法」で作成されたものが確認されている。「格子タタキ技法」は朝鮮半島の土器と初期の須恵器に用いられており、金鑚神社古墳の埴輪作成に半島系の須恵器工人が関わったとみられている。
古墳および出土品は1988年(昭和63年)1月1日付けで市指定史跡に指定された。